# V (cantante)

Firma di V

V (뷔?, BwiLR, PwiMR), pseudonimo di Kim Tae-hyung (김태형?, 金泰亨?, Gim Tae-hyeongLR, Kim T'aehyŏngMR; Daegu, 30 dicembre 1995), è un cantante sudcoreano. Dal 2013 è un membro del gruppo musicale BTS, sotto contratto con la Big Hit Music. L'8 settembre 2023 ha esordito come solista con l'album di debutto Layover.

## Biografia
Kim Tae-hyung è nato il 30 dicembre 1995 a Bisan-dong, nel distretto di Seo a Daegu, in una famiglia appartenente al bon-gwan Kim di Gwangsan. Ha un fratello e una sorella minori. È cresciuto nella contea di Geochang, dove ha frequentato le scuole elementari e medie, prima di fare ritorno a Daegu e studiare per un anno al liceo Jaeil. Ha iniziato ad aspirare a diventare un cantante professionista alle scuole elementari, e in seguito, ispirato dal musicista Danny Jung e da Rain, ha cominciato a prendere lezioni di sassofono come mezzo per perseguire tale carriera, suonandolo per quattro anni. È entrato alla Big Hit Entertainment tramite le audizioni a Daegu, invitato a tentarle da una talent scout dell'agenzia; Kim si era recato sul posto per accompagnare un amico e non aveva intenzione di partecipare ai provini. Dopo essersi diplomato alla Korean Arts High School di Seul nel 2014, ha proseguito con gli studi alla Global Cyber University, ottenendo un MBA in Media pubblicitari alla scuola di specializzazione della Hanyang Cyber University nel 2020.
Nel giugno 2013 Kim ha debuttato come membro dei BTS con il singolo 2 Cool 4 Skool, adottando lo pseudonimo V, che proviene dall'iniziale di "victory" (vittoria). Nel corso degli anni è stato accreditato come autore per diverse canzoni del gruppo. Nell'EP The Most Beautiful Moment in Life, Pt. 1 (2015) ha collaborato alla scrittura di Hold Me Tight (per la quale è stato anche co-produttore) e Boyz With Fun, mentre in The Most Beautiful Moment in Life, Pt. 2 (2015) ha scritto la melodia di Run.
Nel 2016 ha pubblicato una cover di Hug Me di Jung Joon-il con J-Hope e una di Someone like You di Adele su SoundCloud. Quello stesso anno ha esordito nel mondo della recitazione con un ruolo di supporto nella serie storica Hwarang, per la quale ha interpretato anche un brano della colonna sonora, It's Definitely You, in collaborazione con il compagno di gruppo Jin. Nell'album del 2016 Wings è apparso il suo primo assolo Stigma, del quale è stato anche coautore, che si è piazzato alla posizione 26 della Circle Chart e alla 10 della Billboard World Digital Singles Chart. L'8 giugno 2017 ha pubblicato gratuitamente il brano 4 O'Clock, scritto, prodotto e interpretato insieme a RM per celebrare il quarto anniversario dei BTS.
Per l'album del 2018 Love Yourself: Tear ha cantato il brano solista Singularity. A ottobre gli è stato riconosciuto l'Ordine al merito culturale di quinta classe (Hwa-gwan) dal Presidente della Corea del Sud insieme agli altri membri dei BTS. Il 30 gennaio 2019 ha caricato su SoundCloud il suo primo inedito da solista, Scenery; sette mesi dopo ha pubblicato sulla medesima piattaforma la sua seconda canzone solista e la prima in inglese, Winter Bear, accompagnata da un video musicale da lui diretto e interpretato. La traccia è stata co-prodotta da V insieme a RM e ai produttori della Big Hit Hiss Noise e Adora. Nel febbraio 2020 è uscito Map of the Soul: 7, che contiene Inner Child, nella quale rassicura il se stesso del passato, e un duetto con Jimin dal titolo Friends. Il 13 marzo è uscito il brano Sweet Night per la colonna del drama Itaewon Class, un pezzo di genere indie pop prodotto e interpretato dallo stesso V. In seguito è stato project manager per il nono album Be, occupandosi del concept grafico dell'opera. Il 25 dicembre ha caricato su SoundCloud l'inedito Snow Flower in collaborazione con Peakboy, scritto e prodotto dai due interpreti. Ha collaborato ancora con Peakboy nel luglio seguente, apparendo nel videoclip di Gyopo Hairstyle del cantante. Quello stesso mese è stato nominato inviato presidenziale speciale per le generazioni future e la cultura dal presidente sudcoreano Moon Jae-in insieme agli altri membri dei BTS, e dotato di passaporto diplomatico per partecipare all'assemblea generale delle Nazioni Unite il 20 settembre. Il 24 dicembre è uscito il singolo Christmas Tree per la colonna sonora del drama Our Beloved Summer, che ha segnato il suo primo ingresso da solista nella statunitense Billboard Hot 100, in posizione 79.
Nell'estate 2022 è stato nel cast principale del reality In the Soop: Friendcation, che lo ha seguito durante un viaggio fatto con gli amici Park Seo-joon, Peakboy, Choi Woo-shik e Park Hyung-sik. Si è riunito a Park Seo-joon e Choi per il programma di viaggi e cucina Jinny's Kitchen nel febbraio 2023, e un mese dopo è stato scelto come ambassador globale sia di Céline che della società d'investimento indonesiana SimInvest. Nel successivo mese di luglio ha siglato un altro contratto di moda, diventando il volto della campagna Panthère de Cartier di Cartier. L'8 settembre è uscito il suo album di debutto solista, Layover, seguito il 15 marzo 2024 dal suo primo singolo in inglese, una canzone pop soul intitolata Fri(end)s. Il 29 novembre ha pubblicato il singolo Winter Ahead in collaborazione con Park Hyo-shin.

## Vita privata
Nel settembre 2020 è diventato azionista della Hybe, con 68.385 quote a suo nome.
Grazie a una nuova legge promulgata nel 2020 dalla Corea del Sud per gli artisti che hanno contribuito allo sviluppo culturale del Paese, ha potuto posticipare il servizio militare fino al suo 30º compleanno, quando normalmente i maschi sudcoreani devono svolgerlo entro i 28 anni. Il 22 novembre 2023 ha richiesto l'annullamento del rinvio, avviando le pratiche per iniziare la leva, che ha cominciato l'11 dicembre al campo militare di addestramento di Nonsan, arruolandosi nel comando di guerra speciale dell'esercito. Ha servito in un'unità speciale della polizia militare ed è stato congedato il 10 giugno 2025.

## Stile musicale

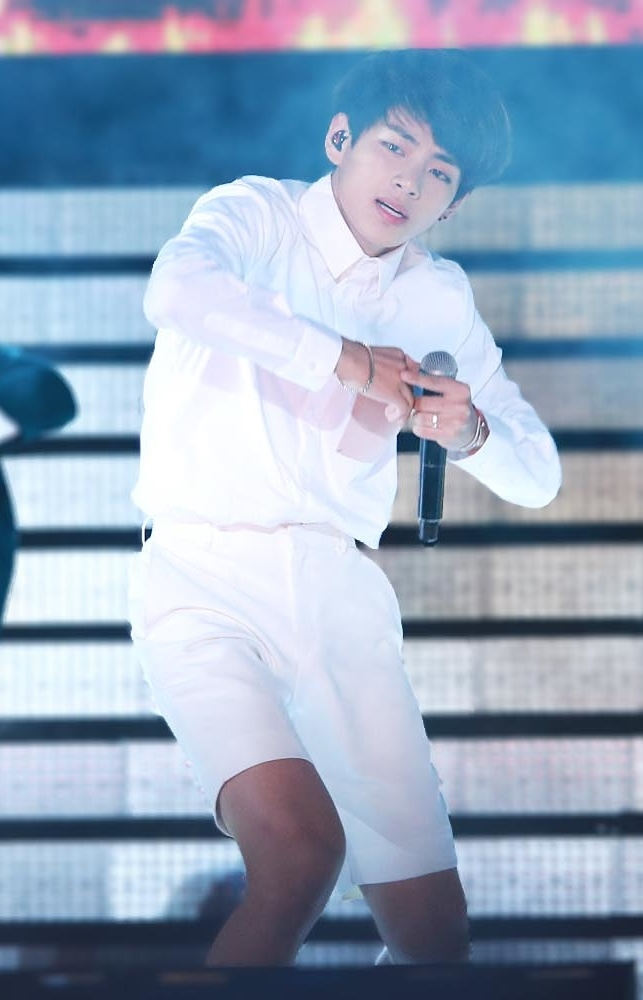
V sul palco del Dream Concert 2015.

V è un baritono ed è stato lodato per l'estensione vocale e il tono "rauco". Il suo falsetto in Stigma ha ricevuto riconoscimenti per aver messo in luce i punti di forza della sua voce, mentre la sua interpretazione in Singularity, traccia d'apertura di Love Yourself: Tear, è stata notata per aver impostato il tono dell'intero album, e Katie Goh di Vice l'ha indicata come una delle sue performance vocali migliori. Per Karen Ruffini di Elite Daily, "[V] non ha problemi a produrre toni estremamente rassicuranti e bassi che sono un elemento chiave nel sound complessivo dei BTS", e Tamar Herman di Billboard ha scritto che la sua voce profonda è un "pilastro" del sound del gruppo. Ha iniziato a comporre seguendo l'esempio di RM, Suga e J-Hope, e la sua musicalità è influenzata dalla sua passione per il jazz e la musica classica. Cita Eric Benét, Ruben Studdard, Sammy Davis Jr., Sam Cooke e Coldplay come sue fonti d'ispirazione.
Come intrattenitore, V è noto per la sua "dualità", con la quale evoca diverse emozioni mentre si esibisce sul palco. A tale proposito, Rhian Daly di NME ha descritto i suoi movimenti in Singularity come "precisi e ponderati", mentre Crystal Bell di MTV ha rimarcato come utilizzi le telecamere per indirizzare espressioni discrete e intime al pubblico durante le esibizioni live.

## Discografia

### Da solista

#### Album in studio
- 2023 – Layover

#### Singoli
- 2016 – It's Definitely You (con Jin, per la colonna sonora di Hwarang)
- 2019 – Scenery
- 2020 – Sweet Night (per la colonna sonora di Itaewon Class)
- 2019 – Winter Bear
- 2020 – Snow Flower (feat. Peakboy)
- 2021 – Christmas Tree (per la colonna sonora di Our Beloved Summer)
- 2023 – Love Me Again
- 2023 – Rainy Days
- 2023 – Slow Dancing
- 2023 – Wherever U R (Umi feat. V)
- 2024 – Fri(end)s
- 2024 – Winter Ahead (con Park Hyo-shin)
- 2024 – White Christmas (con Bing Crosby)

#### Brani gratuiti
- 2014 – 95 Graduation (con Jimin)[65]
- 2015 – Hug Me (con J-Hope)[66]
- 2017 – 4 O'Clock (con RM)[27]

### Con i BTS

#### Album in studio
- 2014 – Dark & Wild
- 2014 – Wake Up
- 2016 – Youth
- 2016 – Wings
- 2018 – Face Yourself
- 2018 – Love Yourself: Tear
- 2020 – Map of the Soul: 7
- 2020 – Map of the Soul: 7 - The Journey
- 2020 – Be

#### Raccolte
- 2014 – 2 Cool 4 Skool/O!RUL8,2?
- 2016 – The Most Beautiful Moment in Life: Young Forever
- 2017 – The Best of BTS
- 2018 – Love Yourself: Answer
- 2021 – BTS, the Best
- 2022 – Proof

### Brani scritti

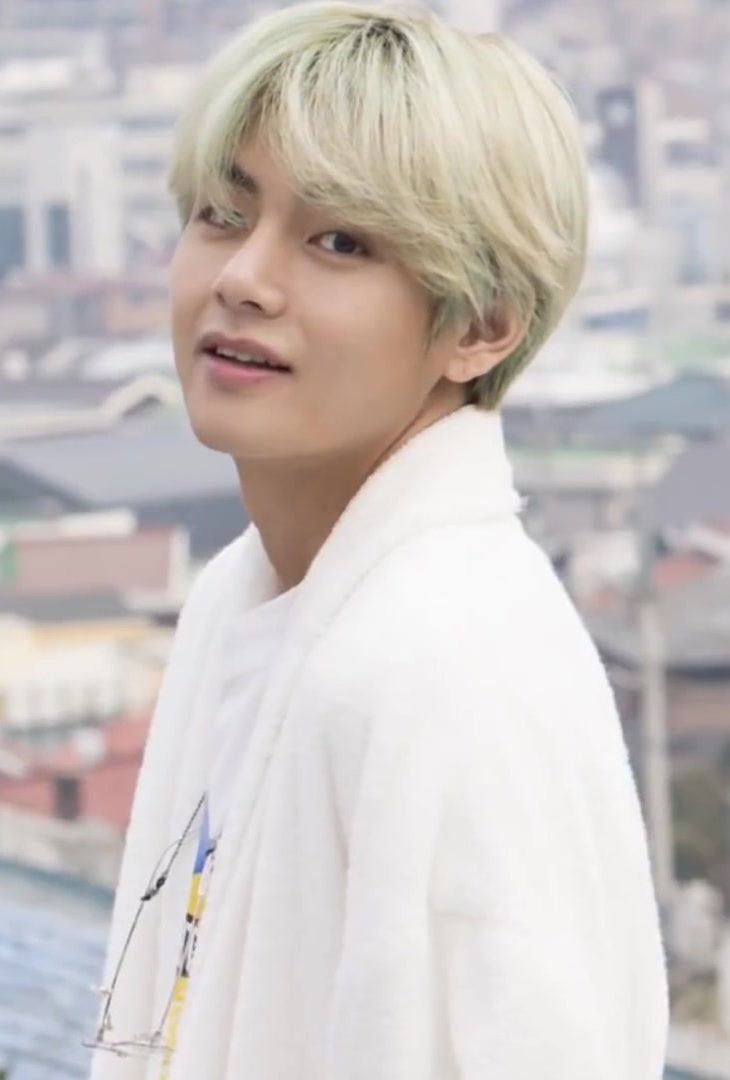
V per Dispatch White Day Special, 27 febbraio 2019

Crediti tratti dal database della Korea Music Copyright Association, se non diversamente specificato.
- 2013 – Outro: Circle Room Cypher (dei BTS, in 2 Cool 4 Skool)
- 2014 – 95 Graduation (per se stesso e Park Ji-min)[65]
- 2015 – Hold Me Tight (dei BTS, in The Most Beautiful Moment in Life, Pt. 1)
- 2015 – Boyz with Fun (dei BTS, in The Most Beautiful Moment in Life, Pt. 1)
- 2016 – Run (dei BTS, in The Most Beautiful Moment in Life: Young Forever)
- 2016 – Run (Ballad Mix) (dei BTS, in The Most Beautiful Moment in Life: Young Forever)
- 2016 – Run (Alternative Mix) (dei BTS, in The Most Beautiful Moment in Life: Young Forever)
- 2016 – Stigma (dei BTS, in Wings)
- 2017 – 4 O'Clock (per se stesso e RM)
- 2019 – Scenery (per se stesso)
- 2019 – Winter Bear (per se stesso)
- 2020 – Inner Child (dei BTS, in Map of the Soul: 7)
- 2020 – Sweet Night (per se stesso, nella colonna sonora di Itaewon Class)
- 2020 – In the Soop (dei BTS, per la colonna sonora di BTS In the Soop)
- 2020 – Blue & Grey dei BTS (in Be)
- 2020 – Skit dei BTS (in Be)
- 2020 – Snow Flower (per se stesso e Peakboy, anche produttore)[67]

## Filmografia
- Show! Eum-ak jungsim – programma TV, 2 puntate (2014-2015) – presentatore[68][69]
- Music Bank – programma TV, due puntate (2015-2017) – presentatore[70][71]
- Hwarang – serie TV, 20 episodi (2016)[72]
- Kkonminam bromance – varietà, episodi 1x01-1x04 (2016)[73]
- Inkigayo – programma televisivo, 2 puntate (2016-2017) – presentatore[74][75]
- In the Soop: Friendcation – reality show, 4 puntate (2022)[39]
- Jinny's Kitchen (서진이네?, Seojin-ineLR) – reality show, 11 puntate (2023)[76]
- La cucina di Jinny: Un lavoro di squadra (출장 소통의 신 - 서진이네편?, Chuljang sotong-ui sin - Seojin-inepyeonLR) – reality show, 2 puntate (2023)

## Riconoscimenti
- APAN Star Award
  - 2020 – Miglior colonna sonora per Sweet Night[78]
  - 2022 – Candidatura Miglior colonna sonora per Christmas Tree[79]
- Asian Pop Music Award[80][81]
  - 2023 – Top 20 degli album stranieri dell'anno per Layover
  - 2023 – Candidatura Miglior artista maschile straniero
- Asia Artist Award[82]
  - 2023 – Candidatura Premio popolarità (attori)
  - 2023 – Candidatura Premio popolarità (cantanti uomini)
- DDU Korean Drama Award
  - 2022 – Miglior colonna sonora per Christmas Tree[83]
- Circle Chart Music Award[84]
  - 2024 – Candidatura Artista dell'anno (album) per Layover
- The Fact Music Award
  - 2023 – Miglior musica (autunno) per Slow Dancing[85]
  - 2024 – Miglior musica (primavera) per Fri(end)s[86]
- Hanteo Music Award[87]
  - 2024 – Artista dell'anno (Bonsang)
  - 2024 – Artista globale (Europa e Africa)
- iHeartRadio Music Awards[88]
  - 2024 – Album di debutto preferito per Layover
- Korea First Brand Award[89]
  - 2024 – Idol uomo star dei varietà (Corea)
- Korea Grand Music Award[90]
  - 2024 – Tendenza K-pop dell'anno (solisti)
- MAMA Award
  - 2022 – Candidatura Miglior colonna sonora per Christmas Tree[91]
  - 2022 – Candidatura Canzone dell'anno per Christmas Tree[91]
  - 2023 – Candidatura Canzone dell'anno per Love Me Again[92]
  - 2023 – Candidatura Miglior esecuzione vocale di un solista maschile per Love Me Again[92]
  - 2023 – Candidatura Miglior artista[92]
  - 2023 – Candidatura Artista dell'anno[92]
  - 2023 – Candidatura Album dell'anno per Layover[93]
  - 2024 – Scelta dei fan (uomini) - top 10[94]
- Melon Music Award
  - 2017 – Candidatura Migliore colonna sonora per It's Definitely You (Hwarang OST)[95]
  - 2023 – Candidatura Millions Top 10 per Layover[96]
- Music Awards Japan
  - 2025 – Candidatura Artista dell'anno[97]
  - 2025 – Candidatura Miglior artista[98]
  - 2025 – Candidatura Miglior album per Layover[98]
  - 2025 – Candidatura Miglior canzone K-pop in Giappone per Fri(end)s e Winter Ahead[99]
- Prêmio Anual K4US[100]
  - 2022 – Colonna sonora dell'anno per Christmas Tree
  - 2022 – Miglior reality show per In the Soop: Friendcation
- Seoul International Drama Award
  - 2022 – Candidatura Miglior colonna sonora per Christmas Tree[101]
- Seoul Music Award
  - 2023 – Scelta dei fan dell'anno (aprile)[102]
  - 2024 – Bonsang[103]
  - 2024 – Scelta dei fan dell'anno[103]
- Soompi Award
  - 2018 – Miglior attore idol per Hwarang[104]
  - 2019 – Miglior coreografia per Singularity[105]

### Guinness dei primati
| Pubblicazione        | Anno | Primato                                                                              | Fonti   |
| -------------------- | ---- | ------------------------------------------------------------------------------------ | ------- |
| Guinness dei primati | 2021 | Miglior tempo nel raggiungere 1 milione di follower su Instagram (43 minuti)         | [ 106 ] |
| Guinness dei primati | 2021 | Miglior tempo nel raggiungere 10 milioni di follower su Instagram (4 ore, 52 minuti) | [ 106 ] |